# Sporisorium lingianum
Sporisorium lingianum är en svampart som beskrevs av Vánky 2002. Sporisorium lingianum ingår i släktet Sporisorium och familjen Ustilaginaceae.   Inga underarter finns listade i Catalogue of Life.